# Списък на бомбардирани сгради в София
Списък на сгради в София, разрушени или пострадали при бомбардировки през Втората световна война
- Сиропиталището „Цар Борис I“, модерен голям триетажен дом за сираци на бул. „Христо Ботев“ 2, е напълно заличено от лицето на Земята през 1944 г.[1]
- Болничните крила на Александровска болница (днес Медицинска академия), тогава най-голямата в България, са ударени с пряко попадение, напълно разрушено е северното крило с тежки поражения в останалата част (10 януари 1944 г.)[2]
- Катедралата „Свети Александър Невски“ е сериозно повредена от шрапнелите и ударилите я взривни вълни. Най-много пострадва северозападната ѝ част, разрушени са всички мозаични икони от надвратните тимпани, повредени са живописта в северозападната галерия, витражите, стенописите от сводовите проходи, разкъсани са покривите на сводове и куполи. (1944 г.)
- Църква „Свети Спас“ от ХІ век, лобно място на обесения от турците Киро Геошев, съратник на Васил Левски, пазила гробовете и на първия български генерал Сава Муткуров е напълно разрушена на 30 март 1944 г.
- Средновековния храм „Свети Николай“, построен през 1260 г. и оцелял по време на близо петвековната османската власт е разрушен на 30 март 1944 г.[3]
- Църквата „Преображение Господне“ (София) в тогава бедния квартал „Лозенец“, е напълно унищожена на 10 януари 1944 г.[4]
- „Света София“, раннохристиянска катедрала от IV век, която дала името на града в нея, е сериозно повредена. Паметникът на Незнайния воин, долепен до нея, е също тежко увреден.[5]
- Църквата-ротонда „Свети Георги“ от началото на IV век, която е най-старата сграда в София, е поразена през 1944 г.,[6]
- Синодалната палата – при бомбардировката на 30 март 1944 г. изгаря богатата библиотека на Св. Синод с над 20 000 ценни книги, някои от които уникати. Унищожена е и огнеупорната метална каса, в която се съхраняват изключително ценни документи – един от тях е оригиналът на фермана за създаването на Българската екзархия. Пострадва и синодалната ризница,  помещението, в което се съхранява ценна църковна утвар, владишки корони, мантии, жезли и др.[7][8]
- Софийската митрополия и резиденция на главата на Българска православна църква – увредена от ударните вълни, пожара и шрапнелите на бомбите, унищожили напълно съседните ѝ сгради – на Библиотеката на Столичната Митрополия, средновековния храм „Свети Николай“ и целия последен етаж на Духовната академия в едно с купола на храма вграден в нея.
- Духовната академия и Църковния исторически и археологически музей на пл. „Св. Неделя“ (тежко ударена на 30 март 1944 г., унищожен напълно централната южна част на сградата и целия последен етаж в едно с купола на храма вграден в нея),[9]
- Софийският университет „Свети Климент Охридски“ също е сериозно увреден (1944 г.)[10]
- Художествена академия – увредена, особено северното крило, заедно с напълно разрушената Художествена палата, в която са Народния музей и изложбените зали за съвременно изкуство (10 януари 1944 г.).[11]
- Софийската духовна семинария в кв. Лозенец (пострадват семинарските сгради в 1944 г.)[12]
- Католическо училище „Санта Мария“ на францисканците в София на ул. „Марин Дринов“ 30, негова възпитаничка е българската Майка Тереза – Донка Паприкова, сградата му е разрушена, ценни книги и архив е унищожен, дадени са и човешки жертви. (1944 г.)[13]
- Френското католическо училище между улиците „Вашингтон“, „Нишка“ и „Цар Борис“ край катедралата „Св. Йосиф“ (напълно унищожено 1944 г.)[14]
- Руският лицей на В. П. Кузмина на ул. 6 септември на пресечката ѝ с „Иван Вазов“ (напълно унищожено заедно с катедралата „Св. Йосиф“ в 1944 г.).
- Немското училище за деца до Немската евангелска църква на княз Батенберг (днешния паркинг до Операта на ул. „Врабча“) е тежко поразено през 1944 г.[15]
- Италианската кралска гимназия на ул. „Раковски“ до пл. „Славейков“, където днес е кооперацията с голямата аптека. (напълно унищожена 1944 г.)[16][17]
- Държаното механо-електротехническото училище на ул. „Нишка“ и ул. „Опълченска“ заедно с настанената в него Първа девическа търговска гимназия (пострадало в 1944 г.)[18]
- III Девическа педагогическа гимназия (ІІІ държавна образцова девическа гимназия и педагогическо училище „Климент Охридски“) (пострадала в 1944 г.)[19]
- Фелдшерското училище на ул. „Ангел Кънчев“ с лице и на бул. „Витоша“ е унищожено (1944 г.)[20]
- III Мъжка гимназия в Ючбунар на ул. „Пиротска“ (сериозно увредена през 1944 г.; напълно разрушено е източното му крило, дадени са и човешки жертви).[21]
- V Софийска прогимназия „Антим I“ на ул. „Оборище“ в тогавашния Типографски квартал (училището е тежко разрушено в януари 1944 г.)[22]
- VII Софийска народна мъжка прогимназия „Христо Г. Данов“ (тежко разрушена на 20 декември 1943 г.)[23]
- Софийско основно училище „Св. св. Кирил и Методий“ на бул. „В. Левски" и ул. „Гурко“, мястото където днес е БСФС (сринато до основи в 1944 г.)[24]
- Българската Академия на Науките (тежко ударена на 10 януари 1944 г.),[25]
- Народният Археологически музей в съхранената благодарение на българските следосвобожденски правителства старинна мюсюлманска сграда от 1451 г. (тежко разрушен на 10 януари 1944 г.),
- Българският археологически институт на ул. „Раковски“ 149, днес тук вдигнатата в 50-те сграда с бившия унгарски р-т, (напълно разрушен 1944 г.)[14][26]
- Националният Природонаучен музей, построен от 1927 до 1936 г. като единствената сграда тогава строена специално за музей (сградата е разрушена заедно с колекциите в 1944 г.)[27][28]
- Националният етнографски музей (тогава наричан Народен музей) на пл. „Александър Невски“ в унищожената до основи Художествена палата, погиват практически всички десетилетия събирани от най-видни учени фондове с експонати, изследвания и документация (напълно унищожен 10 януари 1944 г.)[29]
- Общинският музей за история, археология, етнография и култура, открит в собствена сграда на пл. „Бански“ 2 (напълно разрушен 1944 г.)[30]
- Народният театър (тежко засегнат, напълно е разрушен южния ризалит на сградата в 1944),[31][32]
- Зала България – Софийската филхармония, точно на празника на българската култура е разрушена залата, органа и двата рояла. (24 май 1944 г.)[33][34]
- Театър „Одеон“ – най-известната софийска оперетна, театрална, концертна, лекционна и кинозала, бил е на ул. „Цар Симеон“ и бул. „Мария Луиза“. Много от най-изтъкнатите български и гастролиращи чужди театрални артисти се изявяват на неговата сцена. (напълно разрушен на 10 януари 1944 г.)[35]
- Кинотеатър „Пачев“ – на бул. „Дондуков“ и ул. „Търговска“, днес северозападния ъгъл на Шератон, напълно разрушен при бомбардировките (1944 г.)[36]
- Кинотеатър „Арда“ – на ул. „Арда“, пряка на ул. „Търговска“, унищожен е не само той, но цялата улица не съществува след бомбардирането (1944 г.)[36]
- Народната библиотека, и Архивът на Българското Възраждане, намирали се са на ул. „Раковски“ 104 – 106 (напълно унищожени в март 1944 г.)[37][38][39]
- Градската библиотека на пл. „Бански“ (напълно унищожена на 30 март 1944 г. изгарят 40 000 тома книги)[40]
- Библиотека на Столичната Митрополия, новопостроена унищожена заедно с всички книги и стари документи в нея (на 10 януари 1944 г.),
- Издателския комплекс на Държавната печатница[41] заедно с намиращото се в него Държавно средно графическо училище за книгопечатане и графически изкуства (напълно унищожен на 10 януари и 30 март 1944 г.),[42][43] построен отново в 80-те години в идентичен вид на същото място, но като Национален музей за чуждестранно изкуство.
- Най-големите книжарница и столично издателство – Тодор Ф. Чипев, за първи път публикували романа „Под игото“ на Иван Вазов, били са където, днес е северозападния ъгъл на Шератон (напълно унищожени в 1944 г.)[44]
- Домът на изкуството и печата (дом на художниците) на ул. „Раковски“ на югоизточния ъгъл с „Граф Игнатиев“ монументална сграда със зали за художествени изложби, за театър, концерти, сказки, кабинети за работа, клуб (разрушен напълно 1944 г.)[37][45]
- Художествената палата (наречена Художествена и занаятчийска изложбена хала), фактически национална художествена галерия плюс Национална изложбена зала и два музея – на Съвременното българско изкуство и общодържавен Етнографски, на пл. „Св. Александър Невски“, новопостроена в 1937 г. голяма модерна зала от първата българка архитект – Виктория Ангелова-Винарова, унищожена в едно с експозицията и фондовете ѝ включително практически цялото творчество на водещия български скулптор Александър Берхатлиев създал лъва на паметника Шипка и ред безценни творби на много други автори (напълно разрушена на 10 януари 1944 г.),[46][47][48][49][50][51]
- Художествената галерия и първа сграда на Рисувалното училище, прочутата “Тъпкова галерия" на югозападния ъгъл на ул. „Раковски“ и ул. „Аксако“в, днес тук е голяма банка. (напълно разрушена 1944 г.)[14]
- Софийско епархийско свещеническо братство – голяма нова 4 етажна сграда на българските свещеници на ул. „Св. Неделя“ (днес „Св. София“) и пл. „Св. Неделя" (напълно разрушена 1944 г.)[52]
- Градското „казино“, което не е комарджийница както е възможно такова име да заблуди несведущите, а свободна зала за масови обществени, културни и политически форуми и срещи[53] (днес в остатъците му е Градската художествена галерия в градската градина).[54][55]
- къщата музей на народния поет Иван Вазов (напълно унищожена и опожарена на 10 януари 1944 г.),[56]
- Пантеона на загиналите за обединението на България софиянци и други българи от Желязната дивизия – 1 пехотен полк и 6 пехотен полк, (напълно унищожени са в 1944 г. 2 от 3-те паметни стени с имената на падналите)[57]
- Паметникът на Незнайния воин, тежко увреден през 1944 г., днешният е построен на празното място през 1981 г.
- Паметника „Юнак“ на доброволците от българските гимнастически дружества легионери във войните за национално обединение на България, висок 8 м вътре в него с музей, пред игрище „Юнак“ до днешната метростанция при стадион „В. Левски“ (напълно разрушен на 10 януари 1944 г.).[58][59]
- Руски паметник е бомбардиран, бомбата пада точно в основата на паметника, взривът изкопава 2 метрова яма, горната част на обелиска се откъсва и премества от долната, която силно се накланя, но паметникът оцелява и скоро е поправен.[60]
- Народното събрание, с пряко попадение е разрушена западната му част (на 4 януари 1944 г.)[61]
- Министерството на Народната просвета, бул. „Царица Йоанна“ 19 дн. бул. „Витоша“ (напълно разрушено на 10 януари 1944 г.)[62]
- Окръжният съд – голямо здание на ул. „Цар Симеон“ и бул. „Мария Луиза“, в 1941 г. съдът е преместен в Съдебната палата, сградата е срината от бомбите и напълно разрушена през 1944 г. (сега на мястото ѝ е Министерство на околната среда)[14]
- Първата обществена сграда, построена след Освобождението – Казначейството (ковчежничеството, хазната) и домът на Гео Милев – карето между ул. „Пиротска“, бул. „Мария Луиза“, Халите и ул. „Вашингтон“ (напълно разрушени в 1944 г.)[14]
- Централните софийски Хали (силно пострадали от ударните вълни, пожарите и шрапнелите в 1944 г.)[63]
- Столичната градска община, на ул. „Гурко“ до градската градина (тежко разрушена на 10 януари 1944 г.),[64][65]
- хилядолетният минерален извор, създал града и Централна минерална баня (дебитът на извора е засегнат, на 10 януари 1944 г. е напълно унищожена половината и тежко засегната цялата останала част на обществената сграда)[66]
- Малката баня на ул. „Екзарх Йосиф“ и ул. „Искър“, трамвайната спирка при самия минерален извор (напълно унищожена 1944)[67]
- Дворецът Враня, вече нямащ нищо общо с управлението на страната, в него са само вдовстващата царица с двете си невръстни деца, които се спасяват по чудо, но разрушенията и пожарът са сериозни.
- Руската църква „Свети Николай“ (тежко ударена на 10 януари 1944 г.)[68]
- Католическата катедрала „Свети Йосиф“ (напълно унищожена на 30 март 1944 г.),[69]
- Евангелската църква на княз Батенберг на ул. „Врабча“ и бул. „Дондуков“ (напълно унищожена, днес на мястото е Националната опера)[70]
- Протестантската черква на Първа евангелска църква на ул. „Солунска“ (напълно разрушена на 10 януари 1944 г.)[71]
- голямата Софийска синагога (ударена няколко пъти, тежко засегната, изгаря и уникалната и широко известна юдейска библиотека на общността, съхранявала безценната колекция от средновековни равинистични трудове),[72]
- Зоологическата градина пострадва много, тогава тя е в центъра на града между булевардите „Адолф Хитлер“ (сега отново „Евлоги Георгиев“), „Цар Фердинанд“ (днес „Васил Левски“) и ул. „Гурко“, някои от животните са убити или ранени в клетките им, а немалко от останалите се разбягали обезумели и трябва да бъдат застреляни.[73]
- Сръбската легация на североизточния ъгъл на ул. „Раковски“ и бул. „Патриарх Евтимий“ (напълно разрушена в 1944 г.)[14]
- Бирената фабрика на братя Прошек е бомбардирана и тежко разрушена.[74]
- Казиното, най-представителната обществена сграда в стил сецесион, издигната в 1908 г. от архитект Наум Торбов, е практически разрушено по време на бомбардировките[54]
- Тежко са поразени и сградите на Централната пътническа жп гара на София,[75] красивата, но малка сграда на Министерския съвет на ул. „Раковски“ (напълно разрушена), Министерствата на: Правосъдието на ул. „Славянска“,[76] Финансите,[77] Вътрешните работи,[78] Железниците и пощите, Външните работи,[79] Съдебната палата, Пощенската палата, Телефонната палата, Военната академия,[80] Юнион палас, най-значимият хотел в столицата, големите здания на застрахователната компания Феникс,[81] на Земеделската банка[82] и т.н.

С фугасни и запалителни бомби са взривени и изгорени хиляди жилищни сгради, разрушен е градският център на столицата, заличени са не просто отделни сгради или квартали, а цели улици и площади като ул. „Търговска“, ул. „Знеполе“, ул. „Дрин“, ул. „Арда“, ул. „Марица“, ул. „Нишка“, ул. „Трапезица“ (днес са оцелели само няколко десетки метра при сегашната статуя на София), ул. „15 ноември“ (на тази дата в 1920 г. е първото заседание на ОН в Женева, днес това име носи друга улица западно покрай Народното събрание загърбила преддеветосептемврийското си „7 ноември“ – денят на победата над сърбите в битката на Сливница, решила Сръбско-българската война в 1885 г.), пл. „Св. Спас“ (пл. „Трапезица“ днес несъществуващ, бил е в началото на бул. „Тодор Александров“), пл. (пасаж) „Св. Никола“ (унищожен, днес тук е пл. „Независимост“), унищожени са големи части от ул. „Леге“, бул. „Дондуков“, бул. „Царица Йоанна“ (сега бул. „Витоша“), бул. „Патриарх Евтимий“, пл. „Патриарх Евтимий“, ул. „Гурко“, ул. „Раковски“, ул. „Цар Калоян“, бул. „Александър I“ (днес улица) и пл. „Александър“, пл. „Бански“ (днес западния край на ул. „Триадица“), пл. „Света Неделя“, ул. „Върбица“, ул. „Балкан“, ул. „Цар Иван Шишман“, ул. „Иван Вазов“, ул. „6-и септември“, ул. „Шипка“, ул. „Шар планина бул. „Фердинанд“ (днес бул. „В. Левски“), ул. „Граф Игнатиев“, пл. „Славейков“, бул. „Христо Ботев“, ул. „Стефан Караджа“, ул.а „Янтра“, ул. „Цар Иван Асен II“, ул. „Веслец“, бул. „Цар Освободител“, пл. „Цар Освободител“ (днес пл. „Народно събрание“), ул. „7-ми ноември“ (днес ул. „15 ноември“), ул. „19 февруари“ (наречена на Букурещкия мирен договор 1886 г., укрепил Съединението на България) пл. „Александър Невски“, ул. „Славянска“, бул. „Княгиня Мария-Луиза“, ул. „Пиротска“, ул. „Денкоглу“, ул. „Лавеле“, ул. „Ломска“ (сега „Вашингтон“), ул. „Цар Симеон“, бул. „Клементина“ (сега ул. „Съборна“), ул. „Сан Стефано“, ул. „Шейново“, ул. „Алабинска“, ул. „Левски“ (днес ул. „Дякон Игнатий“), ул. „Позитано“ и пр. и пр.